# Pterocephalus
Pterocephalus é um gênero botânico pertencente a família das Dipsacaceae. São arbustos ou herbáceas.

## Principais espécies
| - P. arabicus - P. brevis - P. dumetorum - P. papposus | - P. perennis - P. plumosus - P. pulverulentus - P. spathulatus |